# 根國
根國乃日本神話傳說中的地方，《日本書紀》記作「根國」，《古事記》記載成「根堅州國（ねのかたすくに）」、「底根國（そこつねのくに）」等，祝詞則作「根之國底之國（ねのくにそこのくに）」、「底根之國」等。

## 概要與解說
依照《古事記》記載，根之國的入口與黃泉國同樣位於黃泉比良坂（よもつひらさか），於是後世學者普遍認為根之國與黃泉國是同一個地方。不過根據《延喜式》卷八六月晦大祓祝詞顯示，根之國並非位於地底下，而是位於海的远方或海底下的地方，所以大祓中具有將所有罪惡髒汙驅趕至河川，然後流入大海的儀式。民俗學學者柳田國男認為根之國的「根」和琉球傳統宗教信仰中的「龍宮」相同，以語源來說根（發音為「ネ〔Ne〕」）位於地底下，與琉球傳承的海上他界「龍宮」相通。
雖然依《古事記》的觀點，黃泉國與根之國是不同的世界，但眾神的血緣系譜化可將之視為連接成一個世界。因此歷史學、神話學學者三品彰英認為，根之國祖神須佐之男、高天原系祖神天照大神「作為同胞而連接在血緣裡」。日本文學研究者西鄉信綱則認為兩者是同一個世界，卻是兩個迥異的面向 。

## 內部連結
- 高天原
- 葦原中國
- 黃泉國

## 外部連結
- （日語）黄泉の国は何処にあったか